# Gertie the Dinosaur
Gertie the Dinosaur é um curta metragem de animação de 1914, escrito e dirigido pelo pioneiro da animação Winsor McCay.